# Kubieke steen
De kubieke steen is de ultieme bewerkte ruwe steen. In de maçonnieke of vrijmetselaarssymboliek staat de steen voor de mens. De mens die aan zichzelf werkt, bewerkt de ruwe steen tot een kubieke steen. De kubieke steen is voor veel vrijmetselaars een ideaal; de mens blijft aan zichzelf werken.